# Nastasja
Nastasja (Nastazja) è un film del 1994 diretto da Andrzej Wajda.